# Pedicellaster orientalis
Pedicellaster orientalis är en sjöstjärneart som beskrevs av Fisher 1928. Pedicellaster orientalis ingår i släktet Pedicellaster och familjen Pedicellasteridae. Inga underarter finns listade i Catalogue of Life.